# عسل‌های منطقه‌ای
عسل بر اساس منطقه‌ای که در آن رشد می‌کند و انواع گل‌هایی که شهد آن را می‌سازند، انواع مختلفی دارد.

## اروپا
چندین نوع عسل اروپایی با PDO/PGI وجود دارد که تحت قوانین اتحادیه اروپا با وضعیت PDO محافظت می‌شوند. برخی از معیارهای تولید این عسل عبارتند از:
- باید از کیفیت بالایی برخوردار باشد
- ممکن است دارای عسل وارداتی نباشد
- ممکن است دارای هیچ‌گونه افزودنی نباشد
- باید دارای آب کمتر از ۲۰ درصد باشد[۱]
- بلغارستان

- Strandzhanski manov med

- یونان

- عسل منالو وانیلیا – عسل «وانیل» کوه ماینالو، آرکادیا که از شهد شکوفهٔ نراد درست می‌شود.

- اسپانیا

- Miel de Galicia یا Mel de Galicia
- میل دی گرانادا
- میل د لا آلکاریا

- فرانسه

- میل دی آلزاس
- میل دکورس
- میل دو پروونس
- Miel de Sapin des Vosges

- ایتالیا

- Miele della Lunigiana
- Miele delle Dolomiti bellunesi

- لوکزامبورگ

- میل لوکزامبورژوا د مارک ملی

- مالت

- Ghasel

- لهستان

- Miód wrzosowy z Borów Dolnośląskich (عسل خارستان از جنگل سیلزی پایین)
- Bartnik Sądecki
- تعاونی زنبورداری APIS

- کشور پرتغال

- مل دا سرا دا لوسا
- مل دا سرا د مونچیکه
- مل دا ترا کوئنته
- مل داس تراس آلتاس دو مینهو
- مل دی باروسو
- مل دو آلنتخو
- مل دو پارک د مونتزینیو
- مل دو ریباتجو نورته
- مل دوس آکورس

- اوکراین

- آفتابگردان
- گندم سیاه
- اقاقیا

## استرالیا و جزایر اقیانوس آرام
- عسل اکالیپتوس ساخت استرالیا
- عسل چرم، یک عسل تک‌گل شناخته‌شده از تاسمانی است که توسط جنبش بین‌المللی اسلو فود در Ark of Taste شناخته شده‌است.
- عسل مانوکا ساخت نیوزلند

## آفریقا
- آفریقای جنوبی

- عسل فینبوس

## آمریکا
عسل‌های آمریکایی عبارتند از:
- شیلی

- Miel de Ulmo ("عسل ulmo") با شهد از Eucryphia cordifolia.

## آسیا
- کامبوج

- عسل وحشی موندولکیری